# Pico da Burrinha
O Pico da Burrinha é uma elevação portuguesa localizada no concelho de Santa Cruz das Flores, ilha das Flores, arquipélago dos Açores.
Este acidente geológico tem o seu ponto mais elevado a 768 metros de altitude acima do nível do mar. Nas suas proximidades encontra-se o Pico da Sé, o Morro Alto, e o Pico dos Sete Pés, além da Ribeira da Badanela.